# Johann Rieperdinger
Johann Rieperdinger (* 1856 in Wasserburg am Inn; vollständiger Name: Johann Baptist Rieperdinger) war ein deutscher Architekt.

## Leben und Wirken
Rieperdinger entstammte einer hochgeachteten Zimmerer- und Baumeisterfamilie. Sein Vater war der Zimmerermeister Johann Baptist Rieperdinger, der in Wasserburg ansässig war und dort umfangreiche Baumaßnahmen durchführte. So hatte er beispielsweise allein in Wasserburg zwischen 1887 und 1903 mindestens 84 Dächer umgebaut. Der 1856 geborene Johann Baptist Rieperdinger studierte in München Hochbau. In der Hauptstadt des Königreichs Bayern eröffnete er 1881 ein Architekturbüro. 
Er wirkte vor allem in und um Wasserburg, wo er u. a. für die Wiederherstellung des Rathaussaales, der dem Stadtbrand von 1874 zum Opfer gefallen war, verantwortlich zeichnete. Der Architekt, der den Jugendstil schätzte, fertigte auch die Baupläne u. a. für Schloss Elmischwang, Koster. St. Gertrud und einige neubarocke Wohnhäuser in München.